# Dolina za Żbikiem
Dolina za Żbikiem – wąwóz na Wyżynie Olkuskiej w północnej części należącego do Krzeszowic osiedla Żbik. Znajduje się w granicach Parku Krajobrazowego Dolinki Krakowskie. Nazywany bywa także doliną Dzwonek oraz Doliną za Skałkami.
W dolnej części doliny, na dnie wąwozu znajduje się grupa skał wapiennych górnej jury z figurą Matki Boskiej na szczycie. Jest to Skałka w Żbiku będąca pomnikiem przyrody. Uprawiana jest na niej wspinaczka skalna. W swej północnej (górnej) części wąwóz rozdwaja się. W odnodze prawej (wschodniej) bije obfite źródło Dzwonek, z którego wypływa Brzezińska Rzeka. Powyżej niego wąwóz przekształca się w jar, którego wschodnią ścianę tworzą skałki, zbudowane z karbońskich wapieni węglowych; szczyty skał tworzą niewielką grań.

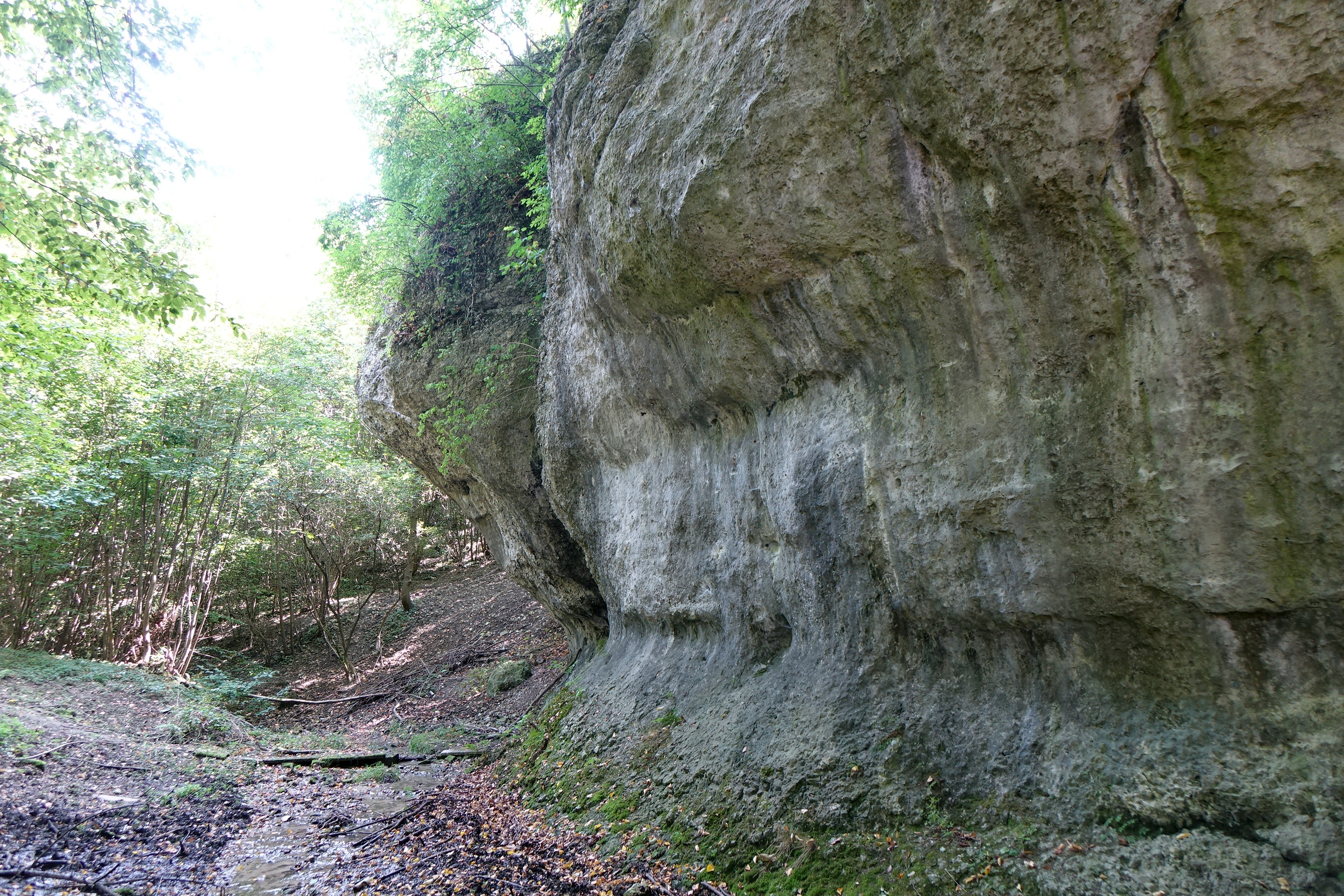
Dolina za Żbikiem i Skałka w Żbiku
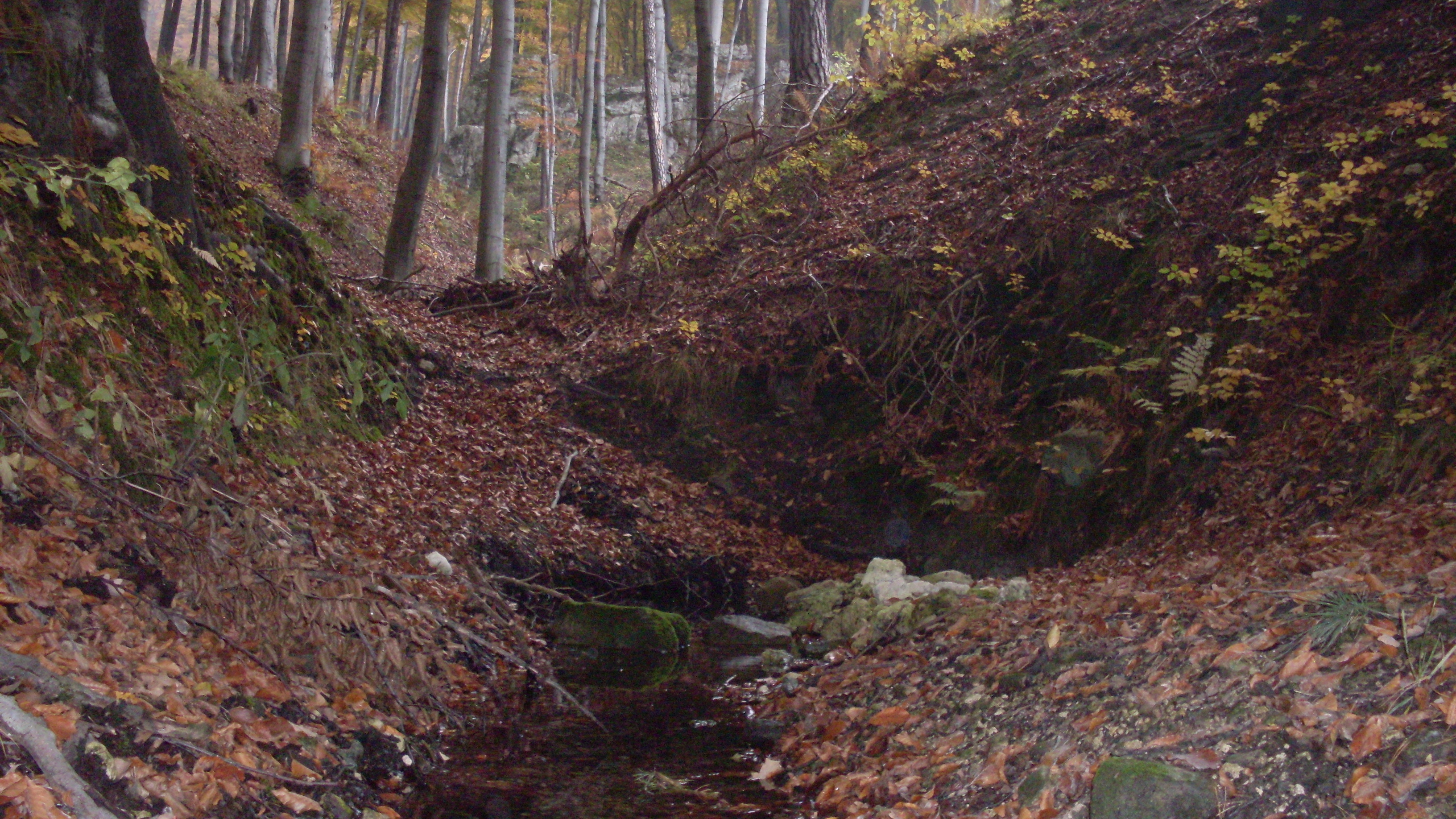
Źródło Dzwonek
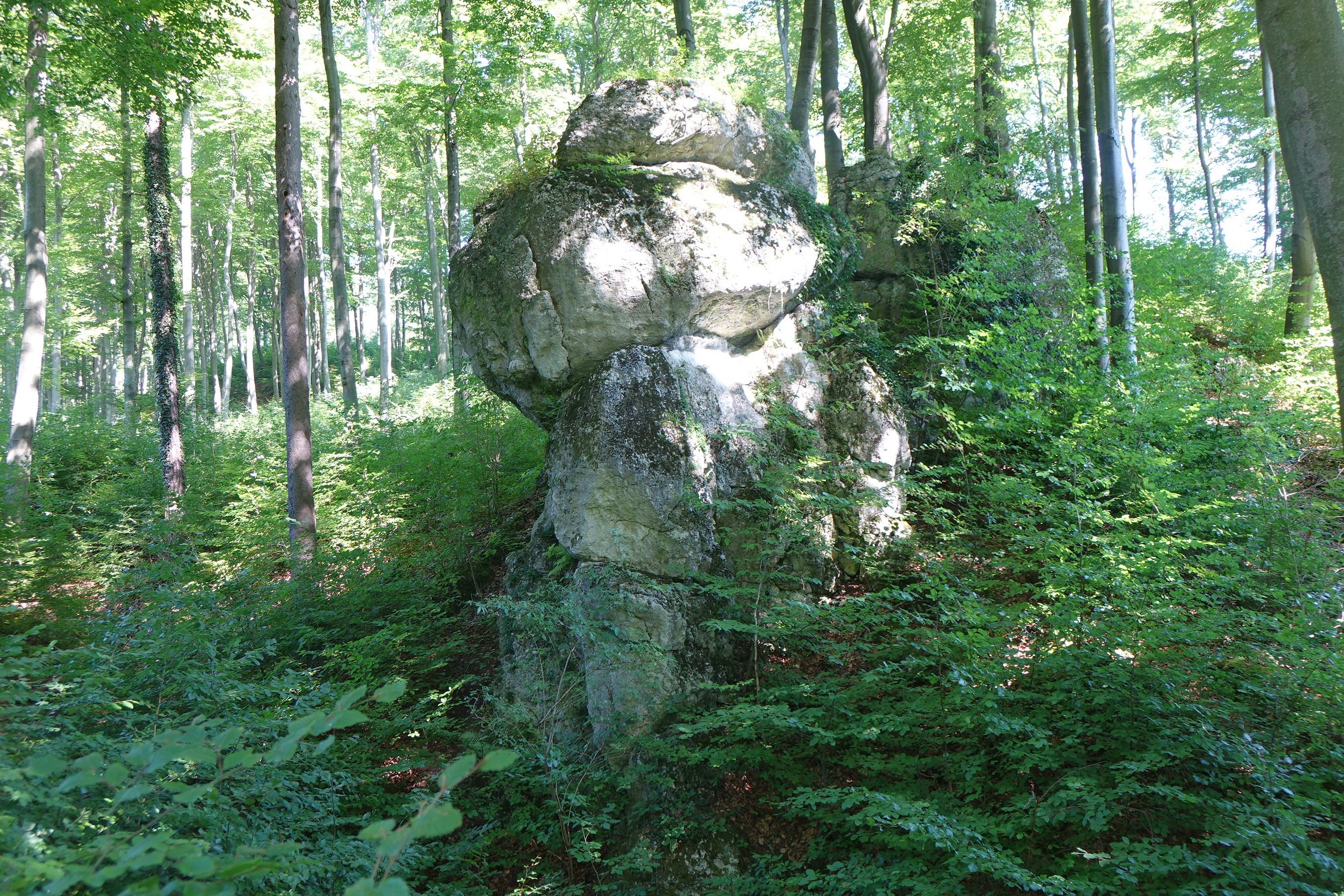
Skałka w górnej części doliny
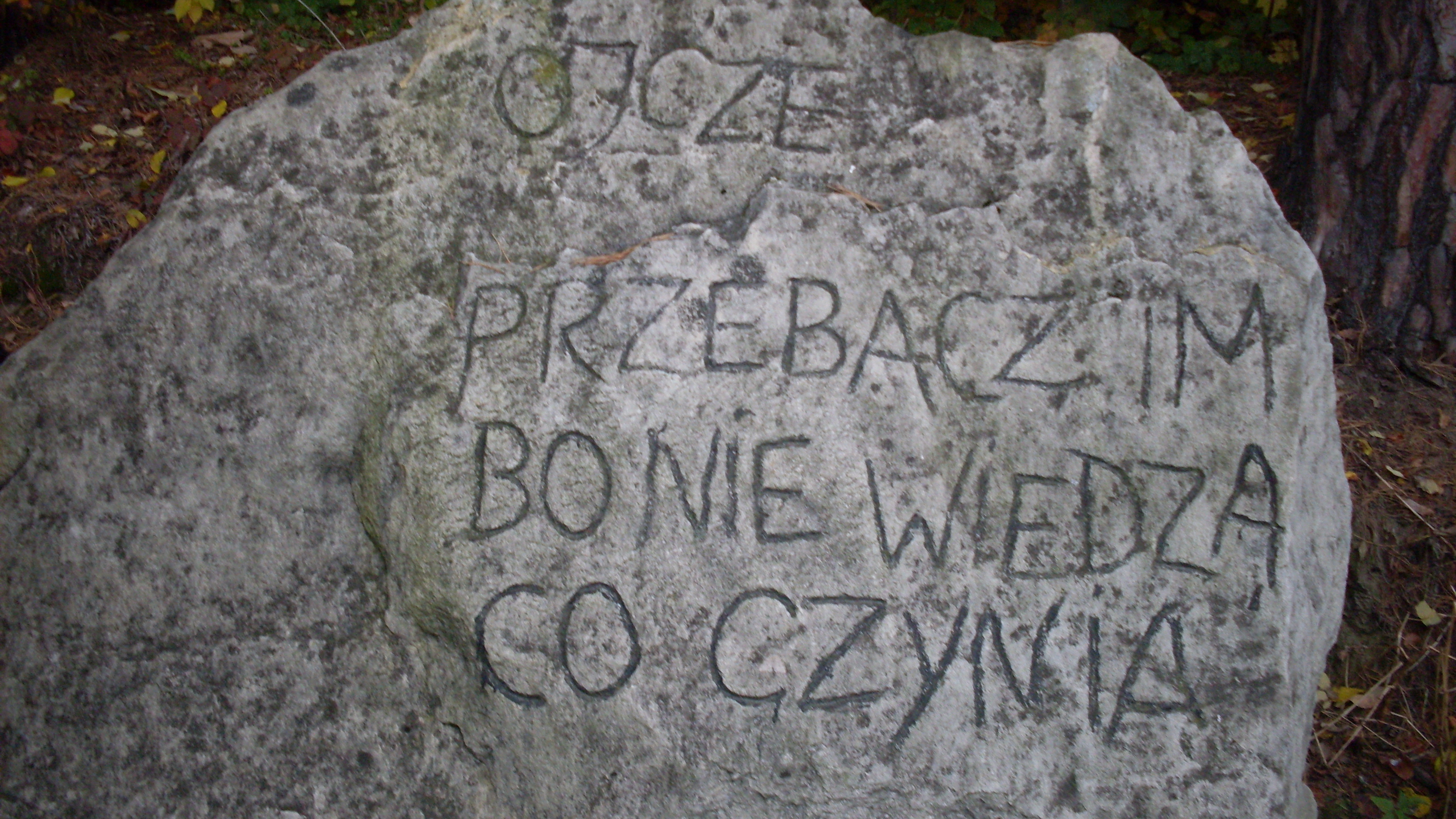
Wyryty cytat biblijny z Ew. Łukasza 23:34 na głazie
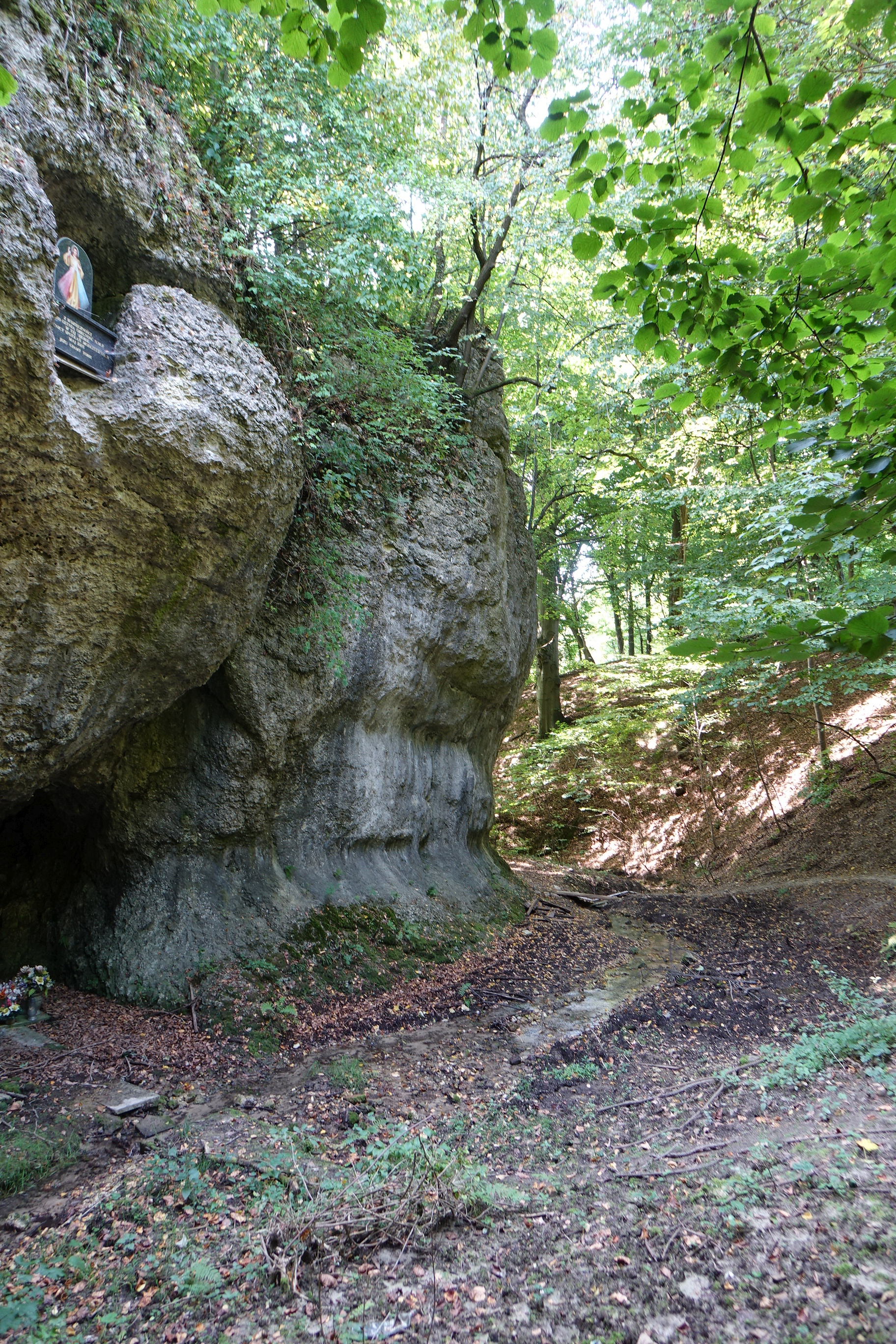
Dolina za Żbikiem i Skałka w Żbiku

W Dolinie za Żbikiem jest kilka niewielkich jaskiń, schronisk i okapów: Nisza przed Skałami, Okap przed Progiem, Schronisko na Progu, Schronisko pod Matką Boską Środkowe, Schronisko przed Skałami, Schronisko z Matką Boską, Wielki Okap pod Matką Boską.